# 청양도서관
청양도서관은 충청남도 청양군 청양읍 소재의 도서관이다.

## 연혁
- 1972. 03. 01 청양군립도서관 착공
- 1974. 06. 27 청양군립도서관 준공
- 1974. 10. 15 청양군립도서관 개관(청양면 읍내리 48-1)
- 1991. 03. 26 청양도서관으로 명칭 변경
- 2000. 03. 01 청양지역 평생학습관 지정
- 2002. 12. 26 청양도서관 신축공사 착공
- 2003. 11. 12 청양도서관 준공
- 2003. 11. 25 청양도서관 이전(청양읍 송방리 169-1)
- 2019. 03. 01 충청남도청양교육지원청청양도서관으로 명칭 변경
- 2020. 06. 23 청양도서관 증축공사 준공

## 시설현황
- 3층: 소강의실, 대강의실, 문화사랑방
- 2층: 종합자료실
- 1층: 사무실, 유아독서방, 일반열람실

## 이용 안내
이용 시간
- 일반열람실: 09:00 ~ 21:00
- 자료실: 화요일 - 금요일 09:00 ~ 19:00 / 토요일 09:00 ~ 17:00

휴관일
- 매주 일요일
- 공휴일
- 기타 특별한 사유로 관장이 지정한 날